# (Cycloheptatriényl)(cyclopentadiényl)titane
Le (cycloheptatriényl)(cyclopentadiényl)titane, parfois appelé troticène, est un composé sandwich organotitane de formule chimique (η7-C7H7)(η5-C5H5)Ti, dans lequel C7H7 et C5H5 sont respectivement les ligands cycloheptatriényle et cyclopentadiényle. Il s'agit d'un solide bleu diamagnétique qui se dégrade au contact de l'air. Sa structure a été confirmée par cristallographie aux rayons X. La liaison C–Ti a une longueur voisine de 235 pm.
On peut obtenir ce complexe en faisant réagir du n-butyllithium CH3CH2CH2CH2Li, du dichlorure de titanocène Cp2TiCl2 et du cycloheptatriène C7H8.